# Semiothisa monstraria
Semiothisa monstraria är en fjärilsart som beskrevs av Walker 1861. Semiothisa monstraria ingår i släktet Semiothisa och familjen mätare. Inga underarter finns listade i Catalogue of Life.